# اسکار مولر
اسکار مولر (انگلیسی: Oskar Müller) یک سیاست‌مدار، و شیمی‌دان اهل آلمان است.